# Bernard Vaugon
Bernard Modeste Jules Vaugon, né le 3 mars 1910 à Pré-en-Pail et mort le 11 mai 2012 à Paris,, est un haut fonctionnaire français. Il fut préfet dans plusieurs départements.
Accusé d'avoir servi le régime de Vichy, il fut l'un des principaux acteurs du procès de Maurice Papon en 1997, qu'il défendit pendant son témoignage sur la préfecture régionale de Bordeaux pendant la seconde guerre mondiale, son organisation, les attributions de Maurice Papon et le service des questions juives. 

## Parcours
Son parcours dans la préfectorale commence durant le régime de Vichy. Il est successivement :
- Chef de cabinet adjoint du préfet de police de Paris (1941)[note 2].
- Sous-préfet de l’arrondissement de Dax (1943). Bernard Vaugon, à la sous préfecture de Dax, est dénoncé par Je suis partout, et envoyé en Dordogne pour être soustrait à la méfiance allemande[6].
- Secrétaire général de la préfecture de la Dordogne[7].
- Sous-préfet de l'arrondissement de Soissons[8] depuis le 8 février 1944.

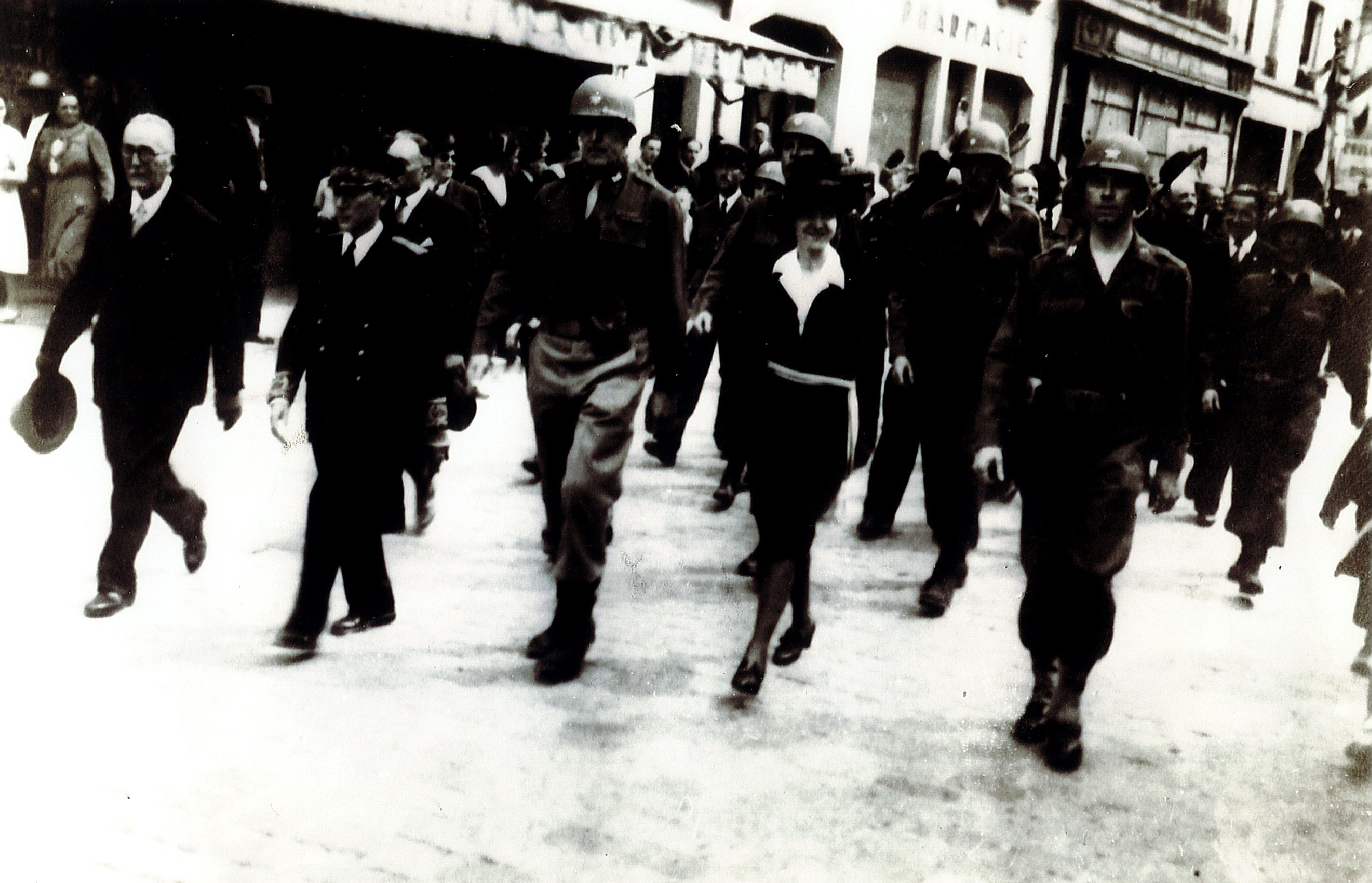
Septembre 1944, à la Libération de Soissons, avec Raymonde Fiolet.

À la Libération de Soissons, fin août 1944, il est le seul sous-préfet de l’Aisne à conserver son poste, pour aide à la Résistance, et ce jusqu'en 1950. Il travaille avec les Américains pour faire face aux dégâts de la guerre, sous l'autorité du nouveau préfet de l'Aisne (et ancien résistant francilien) Pierre Pène, nommé par De Gaulle, puis de ses successeurs.
Il reprend ensuite un parcours au sein de la préfectorale dans différents départements : 
- Sous-préfet de Mulhouse (1950) ;
- Secrétaire général de la préfecture de Seine-et-Oise[10] (1950-1954) ;
- Préfet de la Nièvre (1954-1958)[11] ;
- Préfet de la Corse (1959-1962).

En juin 1959, il fait partie de vingt personnalités conviées au vol inaugural Caravelle de la première ligne internationale à l'Aéroport de Nice-Côte d'Azur et apparaît à ce titre dans un reportage diffusé au journal télévisé de l'ORTF. 
En 1960, en Corse, à la suite d'une annonce en avril par le gouvernement de  projet d'essais nucléaires dans les mines désaffectées de l'Argentella, au sud de Calvi, il réagit aux premières protestations, le 2 mai 1960, et précise que rien n'est définitivement décidé. Le projet sera abandonné le 14 juin 1960, avant même qu'une manifestation annoncée puisse avoir lieu.  
Il traite avec modération les réfugiés politiques expédiés en Corse, « prison dorée », pour la durée de la visite du président de l'URSS Nikita Khrouchtchev, en voyage officiel en France, en 1960. Il s'agit des exilés russes en France, de toutes tendances, des trotskistes à l'extrême-droite, relégués dans l'île de Beauté, le temps de la visite du no 1 russe, importante dans le cadre de la politique d'indépendance voulue par le général de Gaulle vis-à-vis des États-Unis. Ils sont hébergés dans des hôtels de luxe, et surveillés par des forces de l'ordre débonnaires et gênés, qui n'hésitent pas à jouer aux cartes et aux boules avec eux. Pour autant, ces relégués garderont une appréciation amère de cette belle entorse à l'hospitalité que leur fait la France,,.
Devenu préfet du Gard (1962-1964), il doit faire face à l'affluence des rapatriés d'Algérie dans le département du Gard, 25 000 personnes le 30 août 1962. Le préfet déclare en septembre le département saturé et assure que les prestations de rapatriement ne pourront plus être versées pour les arrivées après le 31 août. Il devient ensuite le premier préfet  de la Région Franche-Comté (1964-1968). Et enfin, préfet de la région Languedoc-Roussillon et préfet de l'Hérault (1968-1972), son dernier poste.  Il devra faire face aux graves conflits de la crise viticole.

## Procès Maurice Papon
En novembre 1997, il est appelé, comme témoin de la défense, au vingtième jour du procès de Maurice Papon, pour crimes contre l'humanité, à Bordeaux sur la question de la préfecture de Bordeaux pendant le régime de Vichy, son organisation, les attributions de Maurice Papon et le service des questions juives. L'homme, son argumentation, et ses réponses au procureur général et aux avocats  des  parties civiles, notamment Arno Klarsfeld,  représentant l'association des Fils et filles de déportés juifs de France, sont cités et commentés par la presse française régionale, nationale,, et internationale, ainsi que dans les ouvrages consacrés à cette affaire judiciaire,. Bernard Vaugon met en avant la nécessité selon lui d'une prescription, réclame de l'indulgence, et affirme le caractère impensable du génocide pour les fonctionnaires se prêtant aux opérations de rafle. « Les Français ne savaient pas les Juifs étaient déportés vers leur mort » déclare-t-il.
Et la journaliste Pascale Nivelle de conclure, après le compte rendu de son témoignage : « L'ancien préfet était, vendredi, le dernier d'une longue liste de témoins de moralité, dont on se demande s'ils ont vraiment servi la défense de Maurice Papon. Tout au plus, avec leur assurance, leurs certitudes, leurs certificats de bonne conduite et leurs carrières verticales de hauts fonctionnaires, auront-ils prouvé que l'accusé n'est pas le seul à s'être sali les mains sous l'Occupation. Et que les contradictions d'alors sont difficiles à appréhender par « les générations qui n'ont pas connu la guerre ». Les jurés auront découvert aussi le monde immuable de l'administration française, encore soudée, cinquante ans après, autour de la seule idée supportable à l'époque des déportations : « On pensait que les israélites partaient dans des camps de travail à l'Est. » Qu'ils aient 2 mois ou 80 ans ». À l'issue du procès, Maurice Papon est condamné par la cour d'assises de Gironde.
Bernard Vaugon est inhumé au cimetière du Père-Lachaise (36e division).

## À noter
Bernard Vaugon fut aussi membre honoraire de la société philanthropique La Gigouillette.